# Wild Man on the Loose
| Recensione | Giudizio |
| ---------- | -------- |
| AllMusic   | [ 2 ]    |

Wild Man on the Loose è un album discografico del pianista e cantante jazz statunitense Mose Allison, pubblicato dalla casa discografica Atlantic Records nell'agosto del 1966.

## Tracce

### LP
Lato A
1. Wild Man on the Loose – 2:05 (Mose Allison) – Registrato il 26 gennaio 1965 a New York
2. No Trouble Livin' – 2:17 (Mose Allison) – Registrato il 26 gennaio 1965 a New York
3. Night Watch – 4:30 (Mose Allison) – Registrato il 28 gennaio 1965 a New York
4. What's with You – 2:55 (Mose Allison) – Registrato il 26 gennaio 1965 a New York
5. Power House – 5:01 (Mose Allison) – Registrato il 28 gennaio 1965 a New York

Lato B
1. You Can Count on Me to Do My Part – 2:12 (Mose Allison) – Registrato il 26 gennaio 1965 a New York
2. Never More – 4:27 (Mose Allison) – Registrato il 26 gennaio 1965 a New York
3. That's the Stuff You Gotta Watch – 2:10 (Buddy Johnson) – Registrato il 28 gennaio 1965 a New York
4. War Horse – 7:05 (Mose Allison) – Registrato il 28 gennaio 1965 a New York

## Musicisti
- Mose Allison - piano, voce
- Earl May - contrabbasso
- Paul Motian - batteria

Note aggiuntive
- Nesuhi Ertegun e Arif Mardin - produttori, supervisione
- Phil Iehle - ingegnere delle registrazioni
- Nick Samardge - foto copertina album originale
- Haig Adishian - design copertina album originale
- Les Tomkins - note (intervista) di retrocopertina album originale[3]